# Усольцев, Фёдор Арсеньевич
Фёдор Арсе́ньевич Усо́льцев (28 апреля 1863, Иркутск — 25 января 1947, Москва) — российский психиатр, ученик С.С. Корсакова. Основал частную лечебницу для душевнобольных и алкоголиков (ныне Центральная московская областная клиническая психиатрическая больница), где лечился, в том числе, известный художник Михаил Врубель. Усольцев является одним из первых российских психиатров, заинтересовавшихся творчеством душевнобольных.

## Биография
Фёдор Арсеньевич Усольцев родился 28 апреля 1863 года в Иркутске. Сын Арсения Фёдоровича Усольцева
Медицинское образование получил в Московском Университете,  психиатрии он обучался в клинике на Девичьем Поле (ныне – Корсаковская клиника), был способным и одним из любимых учеников С.С. Корсакова. По окончании Университета в 1889 году он поселился в Костроме и начал там свою врачебную психиатрическую деятельность в психиатрическом отделении губернской земской больницы. По свидетельству знавших его врачей, он отличался открытым характером, был очень общителен, энергичен. 
В 1902 году Ф.А. Усольцев переехал на жительство из Костромы в Москву. К этому времени его жена, Вера Александровна Усольцева, получила довольно значительное наследство, около 100 тысяч рублей, и на эти деньги Усольцевы смогли купить в Москве, в Петровском парке, большую загородную дачу. Купленная дача представляла собой обширный участок земли общей площадью 4 гектара, с парком и фруктовым садом, но почти не имела строений.
Ф.А. Усольцев разместил лечебницу в двух одноэтажных деревянных флигелях, которые пришлось радикально перестроить. Усольцев сам чертил планы этих зданий, занимался устройством запущенного сада, сам прокладывал в нем дорожки для прогулок больных. Открытие лечебницы состоялось 6 марта 1903 года. 
По замыслу Ф.А. Усольцева, больной попадал не в медицинское учреждение со строгими правилами, а в обычный дом – в гости к семейству Усольцевых. По вечерам в гостиной устраивались беседы и концерты, днем больные могли свободно гулять, заниматься своими делами, общаться с доктором. Члены семьи Усольцева, обращаясь к больному, апеллировали к сохранным элементам его личности и этим помогали ему мобилизовать ресурсы на борьбу с болезнью. Широкую известность усольцевская больница обрела в литературно-художественных кругах – Ф.А. Усольцев был дружен с В.А. Гиляровским, В.М. Васнецовым, А.Н. Бенуа, Е.Е. Лансере, В.Д. Поленовым и многими другими.
Огромную помощь и в лечебной работе, и в решении финансово-хозяйственным проблем оказывала Усольцеву его жена, Вера Александровна, имевшая специальное медицинское образование (она была фельдшером-акушеркой). В 1904–1905 годах в лечебнице дважды лечился великий русский художник М.А. Врубель, а также в клинике проходил лечение другой известный русский живописец В.Э. Борисов-Мусатов.
В доме Усольцева, приехав в 1904 году в Москву, некоторое время жил Петр Игнатьевич Бромирский, где познакомился с лечащимся у него художником Михаилом Врубелем, ставшим его первым учителем в искусстве.
В 1909 году признаки психического заболевания обнаружились у жены Веры Александровны Усольцевой. Появились финансовые затруднения, в связи с чем Усольцев продал большую часть своей усадьбы Александре Ивановне Коншиной, но всё-таки сохранил лечебницу. В 1915 году на территории лечебницы был организован госпиталь «Союза земств и городов» для лечения солдат с ранениями в голову и нервно-больных.
В 1913 году был принят действительным членом в Московское общество любителей аквариума и комнатных растений.
К революции Усольцев отнёсся лояльно. В 1919 году, по предложению В.А. Обуха, Усольцев организовал на базе госпиталя санаторий для нервно-больных. Он заведовал им вплоть до 1922 года, сохраняя при этом маленькую собственную лечебницу. Его лечебница прекратила существование только в 1931 году, когда Ф.А.Усольцеву было уже 68 лет. К этому времени у Усольцева развилась глаукома. Лечебницу он передал организации Красного Креста. Под конец жизни Ф.А. Усольцев ослеп. 
Умер Фёдор Арсеньевич Усольцев в 1947 году.

## Семья
Жена (с 1886) — Вера Александровна, урожд. Аносова (1864–1953), внучка П.П. Аносова. Вера Александровна окончила консерваторию в Дрездене; также у нее было специальное медицинское образование, она знала несколько иностранных языков, была одной из первых переводчиц трудов К. Маркса. 
У супругов было четверо детей: дочери Любовь, Антонина (1889–1986), Ольга, сын Александр (1898–после 1930)
Муж Антонины Федоровны — Алексей Дмитриевич Очкин, врач.